# Saint-Nabor
Saint-Nabor (Duits: Sankt Nabor)  is een dorp in de Vogezen. De Vogezen vormen een middelhoge bergketen in het oosten van Frankrijk. Vanuit Saint-Nabor gaat een weg omhoog naar de Mont Sainte-Odile.

## Geografie
De onderstaande kaart toont de ligging van Saint-Nabor met de belangrijkste infrastructuur en aangrenzende gemeenten.

## Demografie
Onderstaande figuur toont het verloop van het inwonertal (bron: INSEE-tellingen).

## Verkeer en vervoer
Saint-Nabor lag tot en met 2018 aan de spoorlijn Rosheim - Saint-Nabor.